# Peter Urbanitsch
Peter Urbanitsch (* 30. März 1942 in Wien) ist ein österreichischer Historiker.
Urbanitsch absolvierte 1960 das Realgymnasium BRG XVII in Wien und schloss 1967 das Studium der Geschichte und der Anglistik an der Universität Wien mit dem Dr. phil. ab (Dissertation zum Thema: Großbritannien und die Verträge von Locarno). 1968 wurde er als wissenschaftlicher Mitarbeiter der Kommission für die Geschichte der österreichisch-ungarischen Monarchie bzw. der Kommission für die Geschichte der Habsburgermonarchie an der Österreichischen Akademie der Wissenschaften angestellt.
Urbanitsch ist Mitherausgeber und Redakteur des Werkes Die Habsburgermonarchie 1848–1918 und entfaltet daneben auch andere publizistische wissenschaftliche und kulturelle Aktivitäten. So arbeitete er an den Niederösterreichischen Landesausstellungen 1984 und 1987 in Schloss Grafenegg mit (Das Zeitalter Kaiser Franz Josephs, 1. und 2. Teil).
2023 erhielt er auf Vorschlag vom Masaryk-Institut und vom Archiv der Akademie der Wissenschaften die Palacký-Medaille für Verdienste um die Geschichtswissenschaften der Akademie der Wissenschaften der Tschechischen Republik in Prag.

## Publikationen
- Grossbritannien und die Verträge von Locarno. Verlag Notring, 1968.
- mit Adam Wandruszka, Helmut Rumpler: Die Habsburgermonarchie 1848–1918. 8 Bände, Österreichische Akademie der Wissenschaften, Wien 1973–2000.
- Kleinstadtbürgertum in der Habsburgermonarchie. Böhlau, Wien 2000.
- mit Hannes Stekl, Christine Gruber, Hans-Peter Hye (Hrsg.): Österreich – was sonst? Ernst Bruckmüller zum 70. Geburtstag. new academic press, Wien 2015.